# José Belisário da Silva

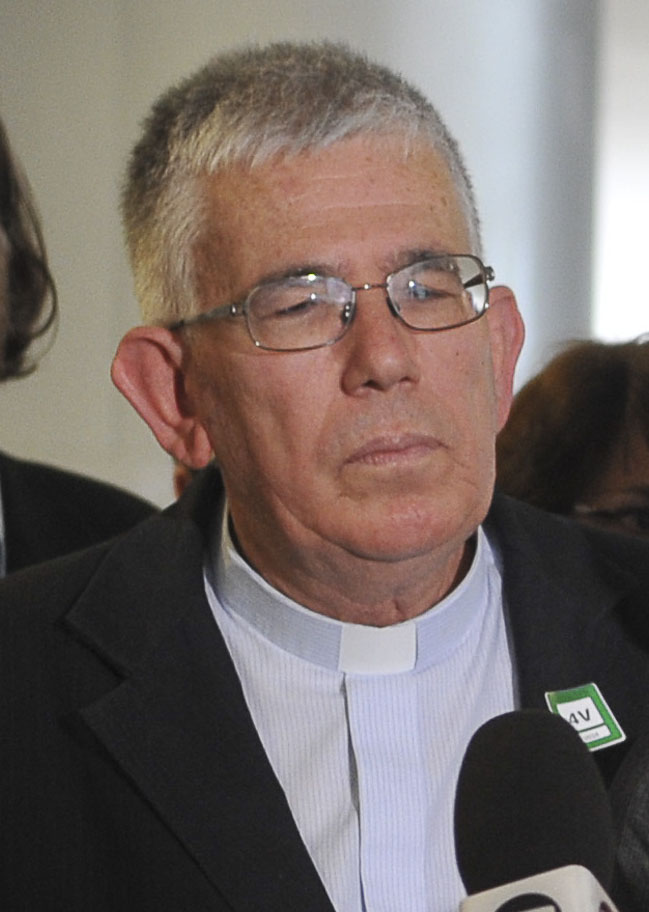
José Belisário da Silva

José Belisário da Silva OFM (* 4. August 1945 in Carmópolis de Minas) ist ein brasilianischer Ordensgeistlicher und emeritierter römisch-katholischer Erzbischof von São Luís do Maranhão.

## Leben
José Belisário da Silva trat der Ordensgemeinschaft der Franziskaner bei, studierte Philosophie in Daltro Filho (heute: Imigrante, Rio Grande do Sul) und Theologie in Belo Horizonte, legte die feierliche Profess am 2. Februar 1969 ab und empfing am 13. Dezember 1969 die Priesterweihe. Nach Jahren als Kaplan in Abaeté und in Teófilo Otoni war er Rektor des Seraphischen Seminars in Santos Dumont und von 1983 bis 1985 Lektor für Philosophie. 1985 wurde er in die Leitung der Provinz berufen.
Papst Johannes Paul II. ernannte ihn am 1. Dezember 1999 zum Bischof von Bacabal. Die Bischofsweihe spendete ihm der Bischof von Leopoldina, Célio de Oliveira Goulart OFM, am 19. Februar des nächsten Jahres; Mitkonsekratoren waren Francisco Barroso Filho, Bischof von Oliveira, und Diogo Reesink OFM, Bischof von Teófilo Otoni. Als Wahlspruch wählte er Invisibilem tamquam videns.
Am 21. September 2005 wurde er zum Erzbischof von São Luís do Maranhão ernannt und am 19. November desselben Jahres in das Amt eingeführt. Papst Franziskus nahm am 2. Juni 2021 das von José Belisário da Silva aus Altersgründen vorgebrachte Rücktrittsgesuch an.
Er war Vizepräsident der Katholischen Bischofskonferenz Brasiliens (2011–2015) und zweiter Vizepräsident der Lateinamerikanischen Bischofsrats (2015–2019).